# Selenidera
Selenidera је род птица из породице тукана (Ramphastidae) који садржи 6 врста двобојних тукана. Они насељавају ниже делове тропских кишних шума (испод 1.500 метара) у Јужној Америци, док само једна врста насељава Средњу Америку.

## Изглед
Све врсте имају зелени предњи део тела, црвени подрепни део и плави или плавозелени део око очију. Као и остали тукани, и код овог рода се јавља полни диморфизам. Мужјаци имају црн кљун, потиљак и врат и жуте или наранџасте груди, док се код женки, уместо црне, јавља браон боја. Код женки врсте гвајански тукан врат је обојен сиво. Оглашавају се тихим пискутањем или крекетањем. Већина птица је мале величине, од 30 до 35 центиметара, док жутоухи тукан може нарасти до 38 центиметара.
У потрагу за храном углавном иду саме или у паровима, хранећи се претежно воћем. Прилично су тихе и неухватљиве птице и углавном се скривају у густом грању. Гнезде се у рупама у дрвећу које праве уз помоћ кљуна. Женке сносе бела јаја која лежу оба родитеља.

## Врсте
Род Selenidera укључује следећих 6 врста:
- Гвајански тукан
- Жутомрки чупави (Selenidera nattereri)
- Златни тукан
- Гулдов тукан
- Пегастокљуни тукан
- Жутокљуни тукан